# Chrom(VI)-Verbindungen

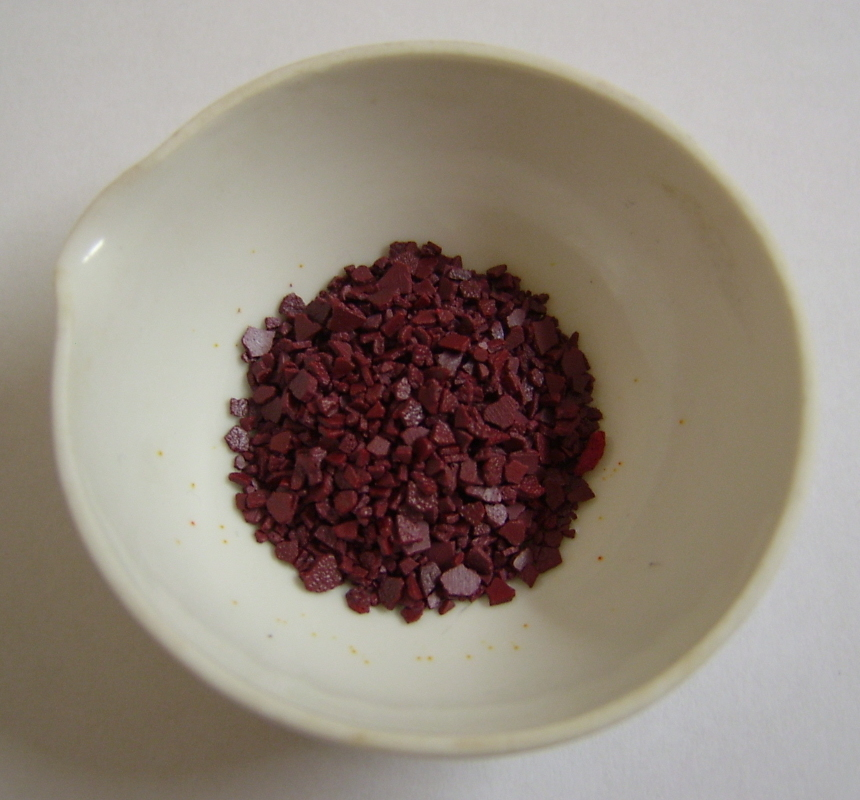
Ein Beispiel für eine Chrom(VI)-Verbindung: Chromtrioxid

Chrom(VI)-Verbindungen sind chemische Verbindungen, die das Element Chrom in seiner höchsten Oxidationsstufe +6 enthalten. Überwiegend handelt es sich dabei um Verbindungen mit Sauerstoff, aber auch solche mit Halogenen oder Stickstoff sind bekannt, wenn auch nicht in binärer Form. Chromerze werden im Wesentlichen über Verbindungen des sechswertigen Chroms, Chrom(VI), verarbeitet. Das Chrom(VI)-Salz Natriumdichromat wird in einem dreistufigen Prozess aus Chromerz hergestellt und ist das Ausgangsprodukt für die Herstellung aller Chromverbindungen und von metallischem Chrom. Die weltweite jährliche Kapazität für Natriumdichromat wurde 1985 auf 840.000 Tonnen geschätzt.
Weitere sechswertige Chromverbindungen sind unter anderem Chromtrioxid und verschiedene Salze von Chromat und Dichromat. Sechswertiges Chrom wird in Textilfarbstoffen, Pigmenten, bei der Holzkonservierung, in Korrosionsschutzmitteln, beim Chromatieren und einer Vielzahl von anderen Anwendungen verwendet. Chromsäure bzw. Chromelektrolyte werden auf Metallteile elektroplattiert, um eine dekorative oder schützende Beschichtung zu erzeugen. Sechswertiges Chrom kann bei hohen Temperaturen wie dem Schweißen von Edelstahl oder dem Schmelzen von Chrommetall durch Oxidation entstehen.
Alle sechswertigen Chromverbindungen sind aufgrund ihrer Oxidationskraft toxisch sowie krebserregend (IARC-Gruppe 1). Insbesondere die Inhalation führt zu einem erhöhten Lungenkrebsrisiko. Auch ein Zusammenhang zwischen der Exposition mit Chrom(VI)-Verbindungen und Krebs der Nase und der Nasennebenhöhlen wurde beobachtet. Expositionen können bei Arbeitern auftreten, die mit chromathaltigen Produkten umgehen und Edelstahl schleifen und/oder schweißen. Arbeiter, die sechswertigem Chrom ausgesetzt sind, haben ein erhöhtes Risiko, an Lungenkrebs, Asthma oder Schäden an dem Nasenepithel oder der Haut zu erkranken.

## Überblick über die Stoffgruppe

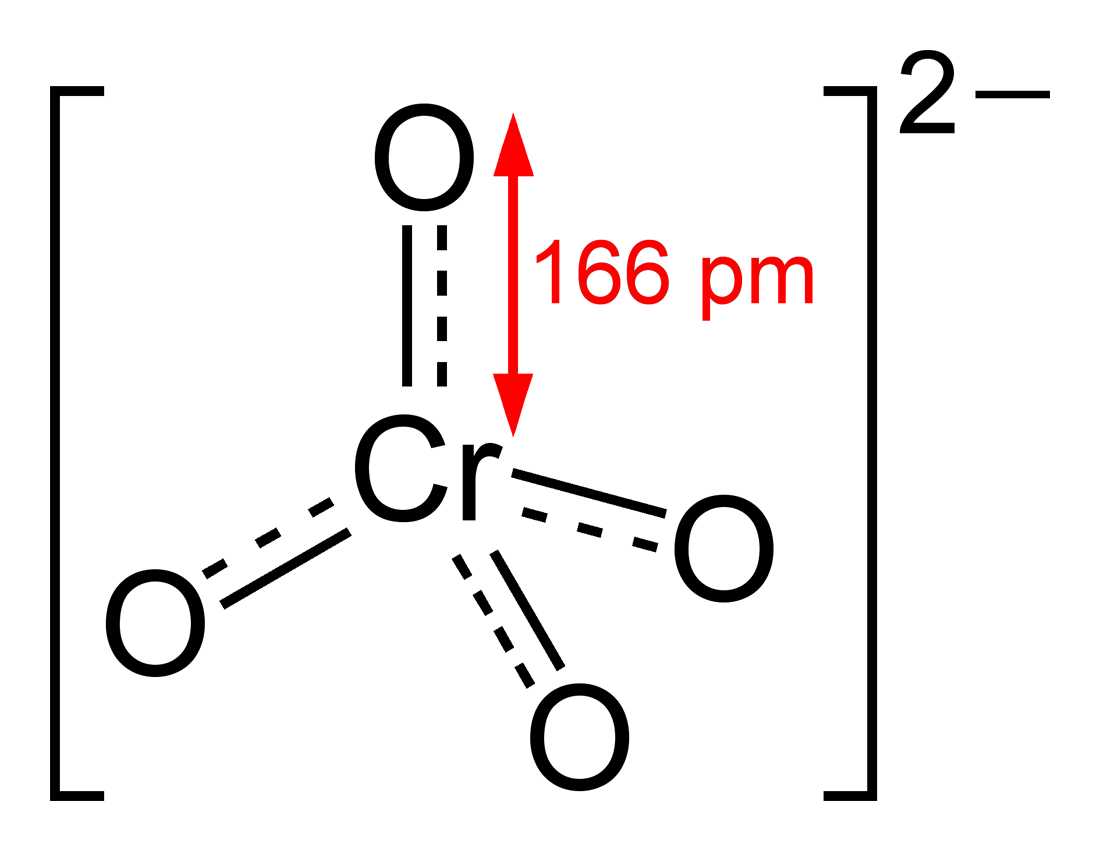
Strukturformel des Chromat-Anions: Aufgrund seiner elektrischen Ladung tritt es sowohl in wässriger Lösung als auch in Reinsubstanz nur mit weiteren Gegenionen auf.

Zahlreiche Sauerstoffverbindungen mit Cr(VI) sind bekannt, insbesondere in Form von Chromaten und Dichromaten, welche neben verschiedensten Kationen das Chromat-Anion CrO42− bzw. das Dichromat-Anion Cr2O72− enthalten. Als weitere binäre Verbindung neben Chrom(VI)-oxid CrO3 lässt sich Chrom(VI)-peroxid CrO(O2)2 in Form stabiler Addukte mit geeigneten Lewis-Basen erhalten. Auch Peroxochromate(VI) MHCrO2(O2)2 sind möglich (mit einwertigen Kationen M+). Stickstoffverbindungen sind in Form von Nitridochromaten(VI) M6CrN4 und Iminochromaten(VI) M2Cr(NR)4 zugänglich. Binäre Nitride CrN2 oder auch Halogenide CrX6 konnten dagegen bisher nicht nachgewiesen werden; Berichte über die vermeintliche Darstellung von Chrom(VI)-fluorid CrF6 gelten heute als Fehlinterpretationen. Bekannt sind allerdings ternäre Halogenverbindungen in Form von Halogenidoxiden wie Chromylchlorid CrO2Cl2, Chromylfluorid CrO2F2 oder Chromtetrafluoridoxid CrOF4.

## Toxizität
Chrom(VI)-Verbindungen sind genotoxische Karzinogene. Aufgrund seiner strukturellen Ähnlichkeit mit Sulfat wird Chromat (eine typische Form von Chrom(VI) bei neutralem pH-Wert) über Sulfatkanäle in die Zellen transportiert. Innerhalb der Zelle wird ohne Zuhilfenahme von Enzymen, Chrom(VI) zunächst zu Chrom(V) und dann zu Chrom(III) reduziert. Die Reduktion erfolgt über direkten Elektronentransfer hauptsächlich von Ascorbaten und einigen Nichtprotein-Thiolen. Vitamin C und andere Reduktionsmittel reagieren in der Zelle mit Chromat zu Cr(III)-Verbindungen. Das resultierende Cr(III) bildet stabile Komplexe mit Nukleinsäuren und Proteinen. Dabei kommt es zu Strangbrüchen und Cr-DNA-Addukten, die für mutagene Schäden verantwortlich sind. Laut Shi et al. kann die DNA auch durch Hydroxylradikale geschädigt werden, die bei der Reoxidation von fünfwertigem Chrom durch in der Zelle vorhandenes Wasserstoffperoxid entstehen und einen Doppelstrangbruch verursachen.
Sowohl unlösliche Blei- und Bariumchromate als auch lösliche Chromate sind im Implantationsmodell der Lungenkrebsentstehung negativ. Da lösliche Chromate jedoch bestätigte Karzinogene sind, ist es ratsam, alle Chromate als karzinogen zu betrachten.
Chronisches Einatmen durch berufliche Exposition erhöht das Risiko von Atemwegskrebs. Die häufigste Form von Lungentumoren bei Chromatarbeitern ist das Plattenepithelkarzinom. Bei Tieren kann gezeigt werden, dass die Aufnahme von Chrom(VI) über das Trinkwasser Krebs in der Mundhöhle und im Dünndarm verursacht. Das Verschlucken von Chrom(VI)-haltigen Lebensmitteln oder Wasser kann Reizungen oder Geschwüre im Magen und Darm verursachen, sowie lebertoxisch sein. Die Lebertoxizität zeigt die offensichtliche Unfähigkeit des Körpers, Chrom(VI) im Magen-Darm-Trakt zu entgiften, wo es in das Kreislaufsystem gelangen kann.
Von den 2.345 unsicheren Produkten, die 2015 von der EU-Kommission für Justiz, Verbraucher und Gleichstellung aufgelistet wurden, stammten etwa 64 % aus China, und 23 % waren mit sechswertigem Chrom kontaminierte Kleidungsstücke, darunter Lederwaren (und Schuhe). Chromatgefärbte Textilien oder chromatgegerbte Lederprodukte können Hautirritationen hervorrufen.

## Sicherheitsbestimmungen

### Europäische Union
Innerhalb der Europäischen Union ist die Verwendung von sechswertigem Chrom in elektronischen Geräten seit 2004 durch die RoHS-Richtlinien und die REACH-Verordnung weitgehend verboten.
Seit Mai 2015 dürfen in der EU Ledererzeugnisse, die mit der Haut in Berührung kommen, nicht mehr in Verkehr gebracht werden, wenn der Gehalt an Chrom(VI)-Verbindungen 3 mg/kg übersteigt. Bereits vorher war die Verwendung und das Inverkehrbringen von Zement oder Zementgemischen verboten, in denen nach Verfestigung mehr als 2 mg lösliche Chrom(VI)-Verbindungen je kg sind und bei denen eine Gefahr von Hautkontakten besteht.
Des Weiteren besteht eine Zulassungspflicht für Chromtrioxid, Chromsäure, Natriumdichromat, Kaliumdichromat, Ammoniumdichromat, Kaliumchromat und Natriumchromat.

### Schweiz
In der Schweiz beträgt der MAK-Wert für Chrom(VI)-Verbindungen 0,005 mg/m³.

### Vereinigte Staaten
In den USA beträgt der OSHA PEL (permissible exposure limit; dt. Grenzwerte bei Kontakt mit Chemikalien) für luftgetragene Expositionen gegenüber sechswertigem Chrom 5 µg/m³ (0,005 mg/m³). Das U.S. National Institute for Occupational Safety and Health hat für den Arbeitsplatz einen REL (recommended exposure limit; dt. empfohlene Expositionsgrenze) von 0,2 µg/m³ für luftgetragene Expositionen gegenüber sechswertigem Chrom empfohlen.
Studien zu Chrom(VI)-Verbindungen im Trinkwasser und öffentlichen Wassersystemen führten 2014 in Kalifornien zur Einführung eines Maximalwerts von 0,01 mg/l.